# Franz Rose (Politiker)
Franz Rose (* 18. Januar 1915 in Dortmund; † 14. September 2002) war ein deutscher Politiker der SPD. Von 1970 bis 1975 war er Mitglied des  Landtages von Nordrhein-Westfalen. 

## Ausbildung und Beruf
Franz Rose absolvierte nach der Volksschule eine Mechanikerlehre. Es schloss sich eine Technikerausbildung an. Schließlich besuchte er die Meisterschule und legte die Industriemeisterprüfung ab.

## Politik
Franz Rose war ab 1932 und erneut ab 1946 Mitglied der SPD. Zum Mitglied des Ortsvereinsvorstandes Dortmund-Nord-Ost wurde er 1954 gewählt. Stadtbezirksleiter in Dortmund-Nord war er ab 1957. Rose war ab 1946 Mitglied der IG Metall und von 1958 bis 1969 als Stadtteilgruppenleiter der IG Metall tätig. Vorstandsmitglied des Landesverbandes NW der Betriebskrankenkassen wurde er 1964 und Vorstandsmitglied des Bundesverbandes der Betriebskrankenkassen 1968.
Rose war vom 26. Juli 1970 bis zum 27. Mai 1975 direkt gewähltes Mitglied des 7. Landtages von Nordrhein-Westfalen für den Wahlkreis110 Dortmund II.